# Zoltán Székely (violinista)
Zoltán Székely (Kocs, 8 dicembre 1903 – Banff, 5 ottobre 2001) è stato un violinista ungherese naturalizzato olandese.

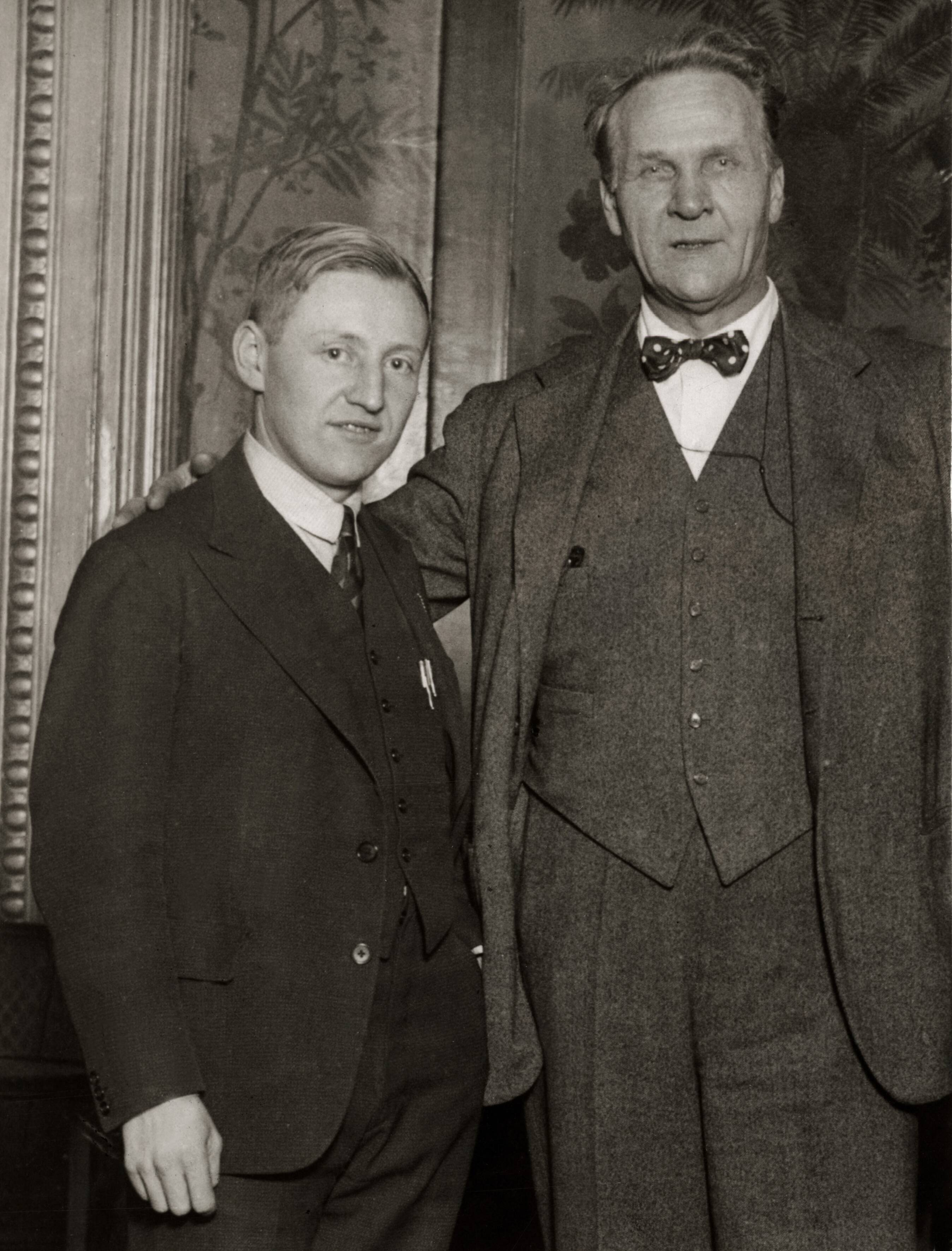
Zoltán Székely (a sinistra) e Fëdor Šaljapin (1931)

Zoltán Székely (in ungherese: Székely Zoltán) fu un violinista e quartettista. Ungherese di nascita, e naturalizzato prima olandese e poi statunitense, per un breve periodo si è dedicato anche alla composizione, scrivendo prevalentemente musica da camera.

## Biografia
Zoltán Székely nacque a Kocs in Ungheria; il padre era medico e violinista dilettante che suonava musica popolare della campagna ungherese. Székely inizio a nove anni a studiare il violino da autodidatta. La famiglia riconoscendo il suo talento si trasferì a Budapest due anni dopo, e lo iscrissero all’Accademia musicale Franz Liszt. Nel 1915 iniziò a studiare violino con Jenő Hubay, musica da camera con Leó Weiner e composizione con Zoltán Kodály. Dopo il diploma nel 1921, si dedicò alla carriera concertistica. 
Nel 1921 Kodály gli fece conoscere Béla Bartók; poco dopo diedero due concerti insieme. Fu l'inizio di una fruttuosa collaborazione durata quasi vent'anni. Nel 1922 emigrò nei Paesi Bassi. Nel 1928 Bartók scrisse e dedicò a Székely la Rapsodia n.2. Nel 1937 Székely subentrò nella carica di primo violino del Quartetto Ungherese che era stato fondato a Budapest due anni prima. Guidò il Quartetto ininterrottamente fino a quando si sciolse nel 1972. 
Su richiesta di Székely, Bartók scrisse il Concerto per violino nel 1937-38, dedicandolo a Székely. La prima esecuzione ebbe luogo con Székely solista nel 1939.    
Nel frattempo visse nei Paesi Bassi, dove insegnò presso il Conservatorio di Amsterdam dal 1938 al 1940 e fu leader della Concertgebouw Amsterdam Orchestra dal 1940 al 1942, fino al suo licenziamento per ascendenze ebraiche. Durante la seconda guerra mondiale, il Quartetto rimase inattivo nei Paesi Bassi. Subito dopo la guerra il Quartetto riprese regolarmente ad esibirsi. L’intensa attività col Quartetto mise in secondo piano la sua attività di solista. Nel 1950, con gli altri componenti del Quartetto, emigrò negli Stati Uniti.  
Dopo lo scioglimento del Quartetto nel 1972, si trasferì nel 1973 dagli Stati Uniti a Banff in Canada, dove fu nominato artist-in-residence, sviluppando la vita musicale della provincia; si dedicò all’insegnamento e riprese saltuariamente a dare concerti da solista. Mancò il 5 ottobre 2001 a Banff.